# 屈尔蒙特
屈尔蒙特（法語：Curemonte，法語發音：[kyʁmɔ̃t]）是法国科雷兹省的一个市镇，位于该省南部偏西，属于布里夫拉盖亚尔德区。

## 地理
屈尔蒙特（45°0'3"N, 1°44'32"E）面积8.83 平方千米，位于法国新阿基坦大区科雷兹省，该省份为法国中南部省份，北起上维埃纳省和克勒兹省，西接多爾多涅省，南至洛特省，东临多姆山省和康塔爾省。
与屈尔蒙特接壤的市镇（或旧市镇、城区）包括：布朗塞耶、拉沙佩勒欧圣、马西亚克拉克罗兹、诺纳尔、皮达尔纳克、锡奥尼亚克、韦热讷。

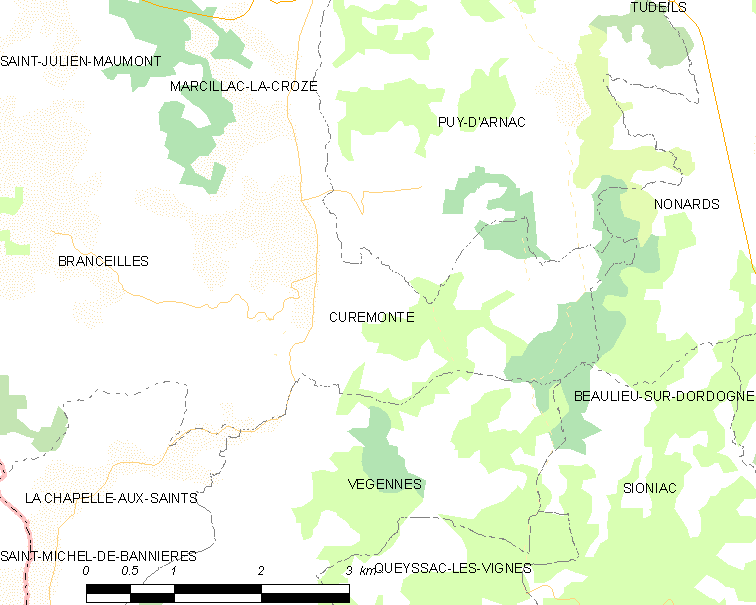
屈尔蒙特的OSM定位图

屈尔蒙特的时区为UTC+01:00、UTC+02:00（夏令时）。

## 行政
屈尔蒙特的邮政编码为19500，INSEE市镇编码为19067。

## 政治
屈尔蒙特所属的省级选区为科雷兹南部县。

## 人口

1962-2008年间屈尔蒙特人口变化图示

屈尔蒙特于2022年1月1日时的人口数量为215人。